# 戴維森縣 (南達科他州)
戴維森縣（英語：Davison County）是美國南達科他州東南部的一個縣。面積1,131平方公里。根据美國2000年人口普查，共有人口18,741人。縣治米切爾 （Mitchell）。
成立於1873年1月8日，縣政府成立於1874年7月31日。縣名紀念商人、在當地第一批據《宅地法》定居者之一亨利·C·戴維森。